# Nona Fernández
Pour les articles homonymes, voir Nona et Fernández.
Patricia Paola Fernández Silanes (Santiago, 23 juin 1971), plus connue sous le nom de Nona Fernández , est une comédienne, écrivaine, dramaturge, scénariste et féministe chilienne. En tant qu’autrice, elle a exploré différents genres littéraires, de la nouvelle au roman, en passant par le théâtre et les scénarios.

## Biographie
Fille unique élevée par une mère célibataire, Nona grandit dans un quartier de l’avenue Manuel Antonio Matta à Santiago près de la populaire « feria-mercado » Persa Biobío qui vend tout type de produits de seconde main. C’est là qu’elle trouve son premier emploi en tant que vendeuse de vêtements d’occasion.
Bien qu’elle soit officiellement enregistrée sous le nom de sa mère dentiste, Patricia Paola, tout le monde l’appelle Nona, nom avec lequel elle signe ses œuvres. Dans son enfance, Nona parlait peu, voire pas du tout : « La seule chose que je savais dire c’était le catégorique monosyllabe « non ». Cette négation étant devenu son tic de langage, sa famille lui attribua le surnom particulier de Nonito. Quand elle grandit, le surnom devint Nona.
Elle étudia au collège Santa Cruz de Santiago puis intégra l’École de Théâtre de l’Université pontificale catholique du Chili.
En tant que comédienne, elle fonda la compagnie Merri Melodys, participa à de nombreuses mises en scène de pièces de théâtre et remporta le prix de la meilleure comédienne lors d’un concours de l’Institut Chilien-Nordaméricain de la Culture.
Elle participa à un atelier de Antonio Skármeta en 1995, année durant laquelle elle remporte également les Jeux Littéraire Gabriela Mistral. Ses nouvelles furent d’abord publiées dans plusieurs anthologies de concours, et son premier recueil de nouvelles, El cielo vit le jour en l’an 2000. Deux ans plus tard, elle publia son premier roman Mapocho.
Elle commente l’écriture de son premier roman en disant : « J’ai écrit mon premier roman dans un appartement de Barcelone, en regardant le Chili de loin, et en remplissant des pages d’interprétations insensées au sujet de son histoire patriotique, tandis que mon ventre grossissait pour un enfant qui cherchait de l’espace. J’ai mis au monde un enfant et j’ai terminé mon livre en même temps. Mon fils s’appelle Dante. Le livre s’appela Mapocho, comme la rivière qui traverse ma ville, la même qui depuis toujours déplace les ordures et les morts. » Fernandez a été incluse par certains critiques dans ce que l’on appelle la Littérature de los hijos.
Son compagnon, le père de Dante, est l’écrivain et directeur de théâtre Marcelo Leonart, qu’elle rencontra durant ses études à l’École de Théâtre. Ils gèrent ensemble la compagnie La Fusa.
Elle se définit elle-même avec ces mots : « Comédienne par choix. Narratrice pour faire chier, pour ne pas oublier ce qui ne doit pas être oublié. Scénariste de feuilleton par nécessité. Chilienne peu commode, et par moments en colère. » 
Son travail de scénariste de séries télévisées n’est qu’une manière pour Nona Fernandez de gagner sa vie. Sur TVN, elle a atteint le poste de cheffe de scénario de la série El laberinto de Alicia. Elle collabore aussi dans la série Los archivos del cardenal, basée sur les cas défendus par la Vicaría de la Solidaridad durant la dictature d’Augusto Pinochet. Elle a également participé à l’écriture du scénario du film d’Andrés Waissbluth, 199 recetas para ser feliz, et du documentaire de Sebastián Moreno, La ciudad de los fotógrafos.
En 2011, elle a été sélectionnée, avec deux autres Chiliens, Diego Muñoz Valenzuela et Francisco Dia Klaasen, comme l’un des « 25 trésors littéraires attendant d’être découverts », écrivains « dont le talent s’est consolidé dans leurs pays, mais qui sont encore peu connus en dehors de ceux-ci », par la Foire Internacional du Livre de Guadalajara à l’occasion de la célébration de son 25e anniversaire.
Elle commença sa carrière de dramaturge en 2012, avec El taller, pièce inspirée par l’atelier littéraire que Mariana Callejas tenait chez elle, dans sa maison du quartier de Lo Curro, tandis que son mari Michael Townley dirigeait au sous-sol les opérations d’une caserne de la DINA. Cette comédie noire, mise en scène par la compagnie de Leonart et Fernández, La Fusa, et jouée en avril dans le théâtre Lastarria 90 de Santiago puis en août au Centre Culturelle Gabriela Mistral, remporta le Prix Altazor 2013 dans la catégorie Dramaturgie. Sa seconde pièce, Liceo de niñas, fut joué en 2015 (à la suite de quoi, la compagnie dirigée par l’autrice et Leonart est rebaptisée Pieza Oscura) dont le synopsis est : « une comédie fantastique sur un professeur de sciences lassé et qui découvre dans le laboratoire de son école trois élèves qui y sont cachées depuis une prise d’armes en 1985 ».

## Œuvres
Romans : 
- 2002: Mapocho, Planeta
- 2007: Av. 10 de Julio Huamachuco, Uqbar
- 2012: Fuenzalida, Mondadori, Santiago
- 2013: Space invaders, Alquimia, Santiago
- 2015: Chilean Electric, Alquimia, Santiago
- 2016: La dimensión desconocida, Penguin Random House, Santiago

Essais :
- 2019: Voyager, Penguin Random House, Santiago

Recueil de Nouvelles : 
- 2000: El cielo (Cuarto Propio)

Nouvelles dans des anthologies :
- 1994: Música ligera (Grijalbo, con «Lluvia roja»)
- 1996: Pasión por la música (Lom, con «Marion»)
- 1997: Cuentos extraviados (Alfaguara, con «Blanca»)
- 1998: Queso de cabeza y otros cuentos (Alfaguara, con «El Cielo»)
- 2012: Space Invaders (CL Frontera text, Universidad Alberto Hurtado. Anthologie comprenant des auteurs tels que Ramón Díaz Eterovic, Alejandro Zambra, Daniel Rojas Pachas et Elicura Chihuailaf).

Théâtre :
- El taller; jouée en avril 2012, publiée dans le livre Bestiario, freakshow temporada 1973/1990, ainsi que Grita (2004, de Marcelo Leonart) et Medusa (2010, de Ximena Carrera): Ceibo Ediciones, Santiago, 2013. En 2019, elle publie individuellement l'œuvre de la main des Ediciones Oxímoron.
- Liceo de niñas, jouée le 23 octobre 2015 par la compagnie Pieza Oscura au Théâtre de l'Université pontificale catholique du Chili, mise en scène en scène par Marcelo Leonart et dans laquelle l'autrice joue le rôle d'une élève muette. Publiée par les Ediciones Oxímoron en 2016.

Scénarios de séries télévisées : 
Œuvres originales :
- 2018: Casa de muñecos (avec Marcelo Leonart)
- 2015: Habeas Corpus (documentaire)
- 2011: El laberinto de Alicia (dont s'inspira Tania Cárdenas et Santiago Ardila pour écrire en 2014 une série colombienne homonyme) (111 épisodes)
- 2005: Los treinta (avec Marcelo Leonart, Hugo Morales y Ximena Carrera) (2 épisodes)
- 2003: 16 (avec Marcelo Leonart) (3 épisodes)

Adaptations :
- 2013: Secretos en el jardín - L'original de Julio Rojas et Matías Ovalle (1 épisode)
- 2012-2013 : Dulce amargo (118 épisodes)
- 2011: Los archivos del cardenal - L'original de Josefina Fernández (9 épisodes)
- 2009: Conde Vrolok - L'original de Rodrigo y Felipe Ossandón, et Jorge Ayala. (104 épisodes)
- 2009: ¿Dónde está Elisa? - L'original de Pablo Illanes (1 épisode)
- 2007: Alguien te mira - L'original de Pablo Illanes
- 2004: 17 - L'original de Marcelo Leonart
- 2002: El circo de las Montini - L'original de Víctor Carrasco (125 épisodes)
- 1999: Aquelarre - L'original de Hugo Morales (105 épisodes)
- 1998: Iorana - L'original de Enrique Cintolesi (109 épisodes)